# 藤田守也
藤田 守也（ふじた もりや、1924年（大正13年）8月2日 - 2019年（令和元年）8月19日）は、日本の政治家。北海道深川市長（2期）。一級建築士。

## 来歴
北海道出身。興亜工学院建築科卒。戦時中は兵隊に取られ、満州へ送られた。ソ連軍に捕えられ、シベリアに抑留された。帰国後、深川町役場に入る。1961年自治大学校第二部卒。1963年の深川市市制施行後は、技術長、建設課長、経済、建設の各部長を経て、助役に就任。1986年に市長に当選。2期務める。1994年に退任。2019年に死去した。